# Isaak Hansen
Isaak Hansen (døbt 28. maj 1788 i København – 25. april 1852 sammesteds) var en dansk arkitekt og embedsmand.
Hans forældre var kongelig lakaj Claus Hansen og Sara Goudoever og var brodersøn til C.F. Hansen. Han gennemgik flere skoler på Kunstakademiet, blev ansat ved opførelsen af Københavns Råd- og Domhus under C.F. Hansen 1808, overflyttet til Vor Frue Kirke 1816 som ekstrakonduktør (var fra 1817 enekonduktør) og fra 1826 arbejdede han ved Christiansborg, hvor tilsynet med indretningen af gemakkerne, der skulle være færdige til Frederik VII's bryllup, påhvilede ham; 20. januar 1820 udnævntes han til slotsforvalter. Han roses af C.F. Hansen for "utrættelig Flid og Anstrængelse". 28. juni 1840 blev Hansen kammerråd. På grund af forfremmelserne, som måske skyldes nepotisme, er det isoleret set svært at vurdere Isaak Hansens karriere.
Han blev gift 16. oktober 1824 i København med Christiana Amalia Koch (14. november 1792 på Christianshavn – 27. juni 1874 i Maribo), datter af skibsbygmester Jørgen Hansen Koch (1745-1801) og Anne Cathrine f. Volkersen (1758-1809) og søster til arkitekt Jørgen Hansen Koch.
Han er begravet på Assistens Kirkegård.